# Tipulamima sexualis
Tipulamima sexualis is een vlinder uit de familie wespvlinders (Sesiidae), onderfamilie Sesiinae.
Tipulamima sexualis is voor het eerst wetenschappelijk beschreven door Hampson in 1910. De soort komt voor in het Afrotropisch gebied.